# Coberta
|  | Per a altres significats, vegeu «Coberta (desambiguació)». |

La coberta o tapa és la part més externa del llibre, opuscle o revista, que cobreix i protegeix la tripa. Hom distingeix entre coberta anterior (de davant, o principal) i coberta posterior (de darrere, o secundària).
El sector frontal de la coberta és el pla. En el llibre, pot ser llis (ús tradicional) o il·lustrat (ús majoritari avui); en la revista, el més habitual és que sigui il·lustrat en un grau o altre.
En el llibre, la coberta pot ésser dura o tova; en el primer cas tendeix a parlar-se de tapes. Segons el material de què siguin fetes les cobertes, hom distingeix tres grans tipus d'enquadernació: en tela, en cartoné i en rústica.

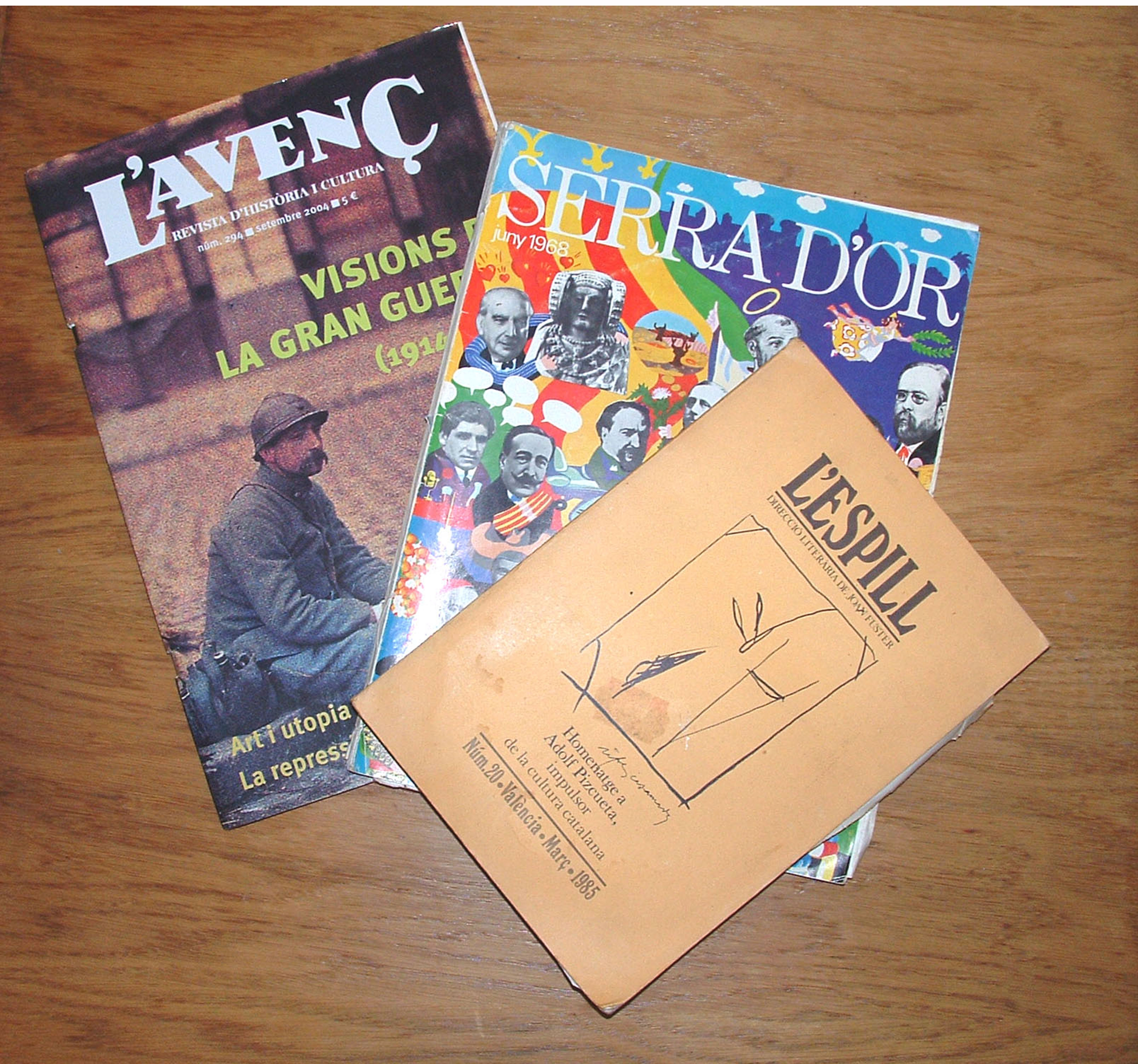
Cobertes de revista

Les cobertes dures són particularment riques en elements: queix (o queixell), nervis, teixell, capçada...
A voltes la coberta (sobretot si és dura) pot anar protegida, al seu torn, per una sobrecoberta, la qual s'hi manté fixa mitjançant les solapes.
Per regla general les revistes duen coberta tova. Els diaris manquen de coberta; n'hi fa la funció la primera plana.

## Història
Històricament, el llibre imprès es comercialitzava en volums relligats, però sense enquadernar, és a dir, sense coberta (quan no en plecs solts sense relligar). D'aquesta manera, les cobertes normalment eren de producció artesanal i privada, bé que sovint luxosa; era ús que només podien permetre's les classes altes. És durant el segle xviii que es generalitza la coberta editorial, és a dir, enquadernada, ja de sèrie, conjuntament amb la tripa. Llavors, i d'acord amb la tradició sumptuària, l'habitual era que les cobertes fossin llisses, o bé amb alguna figura ornamental. Les cobertes il·lustrades (i il·lustrades en colors) comencen a generalitzar-se en la segona meitat del segle xix, arran l'expansió del llibre de consum popular, i actualment han esdevingut la norma.

## Precisions terminològiques
Convé precisar que la coberta del català equival a l'anglès cover, al francès couverture, a l'italià copertina, al portuguès capa, etc. Per això mateix és erroni de designar la coberta com a portada, confusió que es produeix sovint en la parla col·loquial per calc de l'espanyol col·loquial. Per exemple, malgrat les connotacions sexistes, un terme anglès tan transparent com cover girl (literalment noia de coberta) tendeix a ésser mal traduït com a "noia de portada". Similarment, a voltes s'usa el mot "contraportada" en compte de contracoberta per a designar la coberta posterior, essent així que contraportada és un terme genèric per a designar la pàgina encarada amb la portada (és a dir, el verso de la portadella, o el frontispici, o el verso del full de respecte, o el verso de la coberta anterior).